# NGC 462
NGC 462 is een elliptisch sterrenstelsel in het sterrenbeeld Vissen. Het hemelobject werd op 23 oktober 1864 ontdekt door de Duitse astronoom Albert Marth.

## Synoniemen
- PGC 4667
- NPM1G +03.0047